# Hugo Wolff

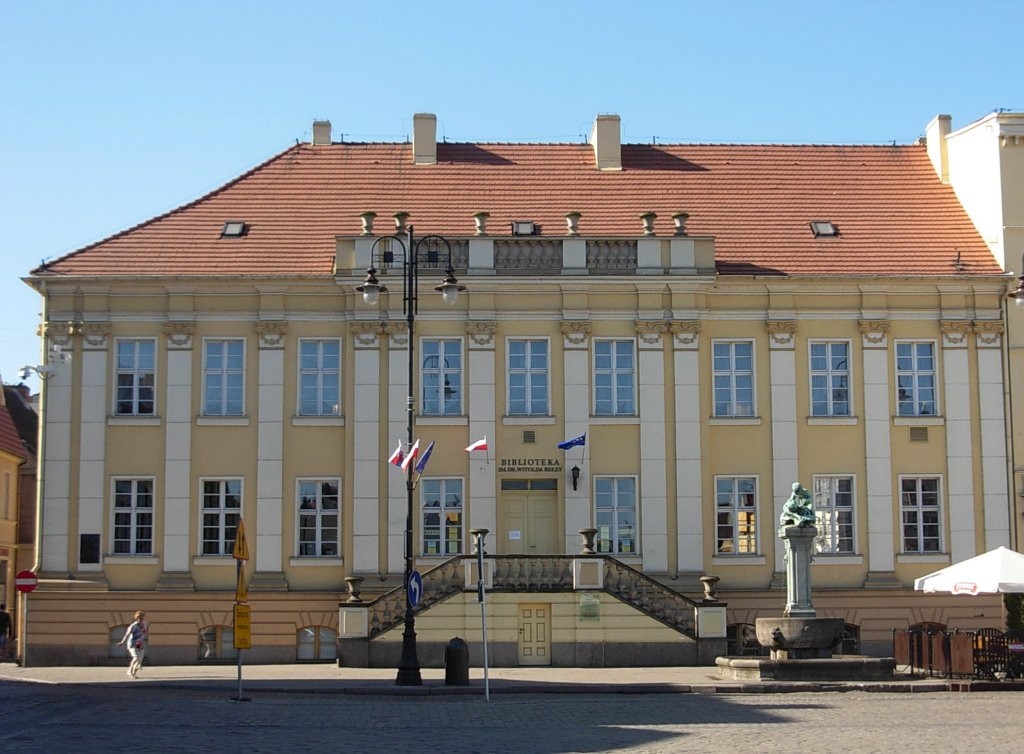
Biblioteka Miejska w Bydgoszczy, którą m.in. nadzorował burmistrz Hugo Wolff w czasie swego urzędowania

Karl Hugo Heinrich Wolff (ur. 1863 w Szczecinie, zm. 1951 w Bad Honnef) – niemiecki prawnik, burmistrz Bydgoszczy (1904–1920).

## Życiorys
Urodził się 9 stycznia 1863 w Szczecinie. Był synem Alberta, z zawodu kupca. Uczęszczał do gimnazjum miejskiego w Szczecinie, gdzie złożył egzamin dojrzałości. Studiował prawo na uniwersytetach w Lipsku, Fryburgu i Berlinie. Po zdobyciu stopnia referendarza w 1887 r. pracował w Sądzie Obwodowym w Gartz, Szczecinie, Wiesbaden i Frankfurcie nad Menem.
W 1893 r. jako asesor znalazł zatrudnienie w Zarządzie Miejskim w Szczecinie w wydziale podatkowym i administracji majątku miejskiego. Okresowo pełnił także obowiązki syndyka w dyrekcji ds. ubogich oraz administratora fundacji miejskich. Potem kierował wydziałem polityki społecznej magistratu szczecińskiego, w którym zajmował się sprawami ubezpieczeń od chorób i wypadków, inwalidów i starców oraz nadzór nad kasami chorych. Od 1894 r. kierował nowo utworzonym zarządem policji komunalnej.
3 września 1895 r. przedstawił swoją kandydaturę w wyborach na wakujące stanowisko płatnego radcy magistratu w Bydgoszczy. Rada Miejska Bydgoszczy wybrała go (stosunkiem głosów 13:11) na to stanowisko 21 listopada 1895 r. W jego gestii znalazły się sprawy związane z bydgoską policją komunalną. W 1898 r. okresowo przejął jej kierownictwo i zastąpił zmarłego przedwcześnie II burmistrza Felixa Dahrenstädta. Uczestniczył również w pracach komisji rozdziału podatków miejskich oraz był członkiem miejskiej deputacji szkolnej. Od 1898 r. z racji pełnionego nadzoru policyjnego przewodniczył bydgoskiemu sądowi przemysłowemu.

### Burmistrz Bydgoszczy
W kwietniu 1904 r. zgłosił swoją kandydaturę w wyborach nowego II burmistrza Bydgoszczy, w związku z opuszczeniem tego stanowiska przez Hansa Schmiedera, przeniesionego do Eisenach. W kwietniu 1904 rada miejska wybrała go na to stanowisko stosunkiem głosów 30:2. Był to dowód zaufania i uznania dla jego dotychczasowej działalności jako radcy – członka magistratu.
Pracę na stanowisku II burmistrza podjął 22 września 1904 r. Niezmieniony pozostał jego zasadniczy zakres kompetencji, tzn. administracja działem spraw objętych nadzorem policyjnym wykonywanym przez policję komunalną. Obok tego uczestniczył w działalności deputacji teatralnej i nadzorował funkcjonowanie Biblioteki Miejskiej.
Hugo Wolff był miłośnikiem kultury i sztuki, autorem wielu artykułów poświęconych tym zagadnieniom. Należał do najaktywniejszych członków Niemieckiego Towarzystwa Sztuki i Wiedzy, w którym przewodniczył wydziałowi sztuk.
Na piastowanym stanowisku burmistrza pozostał do końca pruskiego panowania w Bydgoszczy. Z racji pełnionej funkcji przypadło mu w udziale uczestnictwo w historycznym akcie powrotu Bydgoszczy do Macierzy i przekazania miasta Polakom. Wcześniej z funkcji nadburmistrza miasta zrezygnował Paul Mitzlaff, wybrany przewodniczącym Pruskiego Związku Miast i związku z tym nie uczestniczył on w tej uroczystości.
Uroczystość przekazania miasta Polsce miała miejsce 19 stycznia 1920 r. W imieniu władz polskich funkcję gospodarza miasta przejął komisaryczny prezydent Jan Maciaszek. Wolff w imieniu bydgoskich Niemców zadeklarował lojalność i współpracę na rzecz pomyślności miasta.
Z dniem 31 marca 1920 r. został zwolniony z zajmowanego stanowiska i opuścił Bydgoszcz. Początkowo znalazł zatrudnienie w regencji w Pile. Później pracował w regencji w Wiesbaden, najpierw jako radca, a następnie wyższy radca regencyjny. W 1927 r. po przejściu na emeryturę przeniósł się do Bad Honnef. Był autorem wspomnień z ostatnich dni obecności Niemców w Bydgoszczy w 1919 r.
W 1943 r. ówczesny nadburmistrz Bydgoszczy, Walther Ernst wystosował do niego specjalny list gratulacyjny z okazji 80. urodzin. Zmarł 5 sierpnia 1951 r. w Bad Honnef.
Hugo Wolff był żonaty z Matilde z domu Hege, córką bydgoskiego kupca. Podczas pobytu w Bydgoszczy zamieszkiwał przy ul. Toruńskiej 57a. Został odznaczony Orderem Czerwonego Orła IV klasy.